# Ján Klučiar
Ján Klučiar (1. listopadu 1929 – 31. července 1979), uváděný i jako Ján Kľučiar, byl slovenský fotbalista a později trenér.

## Hráčská kariéra
V československé lize hrál za Slovenu/Iskru Žilina, aniž by skóroval.

### Prvoligová bilance
| Ročník         | Zápasy | Góly | Minuty | Klub           |
| -------------- | ------ | ---- | ------ | -------------- |
| I. liga 1950   | –      | 0    | –      | Slovena Žilina |
| I. liga 1955   | –      | 0    | –      | Iskra Žilina   |
| CELKEM I. LIGA | –      | 0    | –      |                |

## Trenérská kariéra
Po skončení hráčské kariéry se stal trenérem. Mimořádně úspěšný pro něj byl ročník 1960/61, kdy postoupil s druholigovou Žilinou jak do nejvyšší soutěže, tak do finále československého poháru. Dynamo Žilina sice nestačilo mistru ligy Dukle Praha (prohra 0:3), kvalifikovalo se však poprvé ve své historii do evropských pohárů (Dukla startovala v Poháru mistrů evropských zemí (1961/62), místo v Poháru vítězů pohárů (1961/62) připadlo poraženému finalistovi). V sezonách 1958/59, 1961/62 a 1969/70 vedl Žilinu v nejvyšší soutěži.